# Рост (партия)

Председатель партии Андрис Скриде в Сейме

Рост (латыш. Izaugsme) — небольшая латвийская центристская политическая партия, основанная 27 марта 2013 года кардиологом Андрисом Скриде, членом объединения Развитие/За!. Партией руководит правление, состоящее из 5 членов: Артурс Анцанс, Артурс Чачка, Андрис Скриде, Рита Туркина и Юрис Жилко.
Партия участвовала в парламентских выборах 2014 года в Латвии, заняв предпоследнее место.
В марте 2018 года «Рост» проголосовал за создание альянса «Развитие/За!» с либеральными партиями «Для развития Латвии» и «Движение За!» для участия в парламентских выборах 2018 года. Альянс получил 13 мест в Сейме, одно место занял лидер партии Скриде. Альянс стал крупнейшей партией на выборах в Рижскую Думу 2020 года в совместном списке с «Прогрессивными», хотя ни один из четырёх кандидатов от роста не был избран.

## Идеология
У партии нет определённой идеологии, хотя её называют регионалистской. Программа «Роста» сосредоточена на увеличении расходов на здравоохранение и исследования, эффективности правительства и укреплении судебной системы. Она также выражает поддержку принятию прогрессивной модели налогооблажения.

## Результаты выборов

### Законодательные выборы
| Выборы | Лидер         | Представление | Представление | Представление | Представление | Представление | Место | Правительство  |
| Выборы | Лидер         | Голоса        | %             | ±, %          | Мест          | +/–           | Место | Правительство  |
| ------ | ------------- | ------------- | ------------- | ------------- | ------------- | ------------- | ----- | -------------- |
| 2014   | Андрис Скриде | 1 515         | 0,17          | Новая         | 0 из 100      | Новая         | 12    | Вне парламента |
| 2018   | Андрис Скриде | 101 685       | 12,12         | ▲ 11,95       | 1 из 100      | ▲ 6           | ▲ 4   | Оппозиция      |

 В настоящее время партия также имеет избранных членов в советах Мадонского и Кекавского краёв.